# رورچیارا
رورچیارا (به ایتالیایی: Roverchiara) یک کومونه در ایتالیا است که در استان ورونا واقع شده‌است. رورچیارا ۱۹٫۸ کیلومتر مربع مساحت و ۲٬۶۸۵ نفر جمعیت دارد و ۲۰ متر بالاتر از سطح دریا واقع شده‌است.